# 5ESS交換機

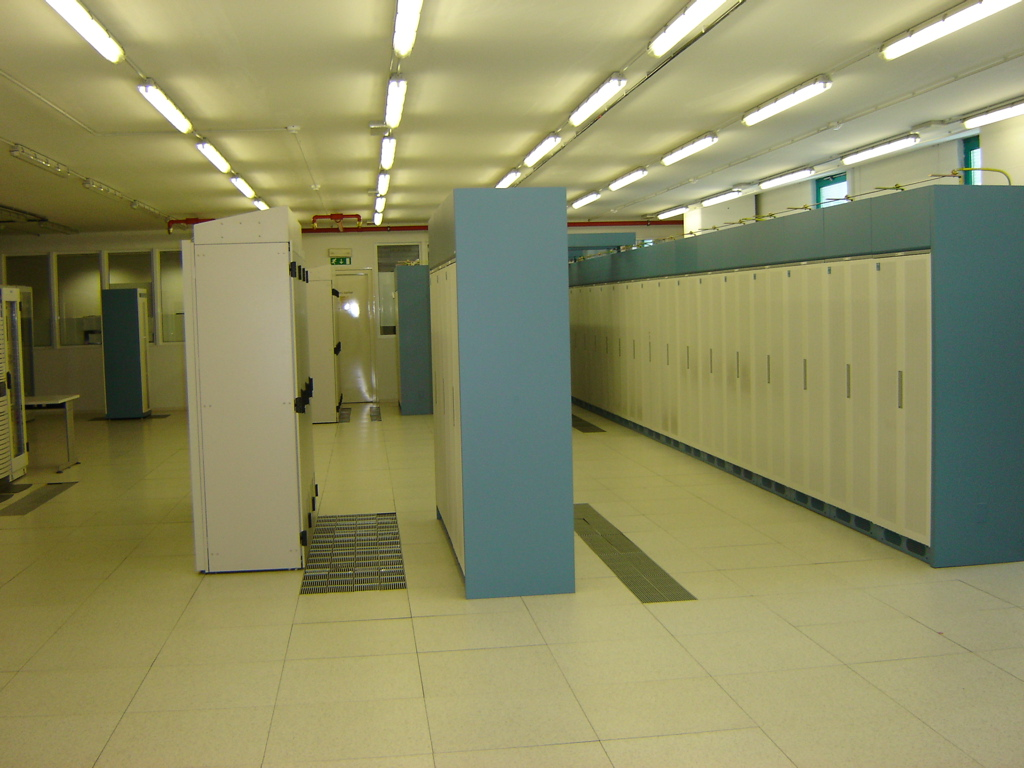
携帯電話ネットワークで使用される5ESS

5ESS交換機は、アメリカン・テレフォン・アンド・テレグラフ・カンパニー (AT&T) およびベル・システムのためにウェスタン・エレクトリックによって米国で開発されたクラス5電話電子交換機(ESS)である。1982年に運用が開始され、最後のユニットは2003年に生産された。

## 歴史
5ESSはウェスタン・エレクトリックNo. 5 ESSとして市場に登場した。1982年3月25日にイリノイ州セネカでサービスを開始し、1980年代と1990年代にNo.1電子交換機 (1ESSおよび1AESS)およびその他の電気機械システムは取って代わられる運命だった。5ESSは、4ESSには小さすぎる市場では、クラス4電話交換機またはハイブリッド・クラス4/クラス5交換機としても使用された。米国の全中央局の約半分は5ESS交換機によってサービスを提供されている。5ESSは輸出され、ライセンスを受けて米国外でも製造された。
5ESS-2000バージョン(1990年代に導入された)では、交換モジュール (SM) の容量が増加し、より多くの周辺モジュールと、SMから通信モジュール (CM) への光リンクが増加した。 後続バージョン(5ESS-R/E)は1990年代後半に開発中であったが、市場には投入されなかった。別のバージョンは5E-XCであった。
5ESSの技術は、1984年のベルシステム分割に伴い、AT&Tネットワークシステム部門に移管された。この部門は1996年にAT&Tによってルーセント・テクノロジーズとして売却され、2006年にアルカテル=ルーセントとなった後、2016年にノキアに買収された。
5ESS交換機は米国などの公衆交換電話網 (PSTN) で依然として広く使用されているが、より最新のパケット交換システムに置き換えられつつある。2021年に運用される5ESSスイッチにはアメリカ海軍が運用するものも含まれていた。

## アーキテクチャ
5ESS交換機には主に3タイプのモジュールがある: 管理モジュール (AM) には中央コンピュータが含まれ; 通信モジュール (CM) は、システムの中央時分割交換機であり; そしてほとんどの交換機では交換モジュール (SM) が機器の大部分を占める。SMは、多重化、アナログおよびデジタルの符号化、および外部機器とのインターフェースのためのその他の作業を実行する。 それぞれには冗長性を確保するため(交換機の最も一般的な機器と同様)にコントローラ(二重化されたCPUとメモリを備えた小型コンピュータ)が搭載される。分散システムにより、中央管理モジュール (AM) またはメインコンピュータの負荷が軽減される。
すべての回路の電力は -48VDC (公称) として分配され、ローカルで論理レベルまたは電話信号に変換される。

### 交換モジュール
各交換モジュール (SM) は、数百から数千の電話回線、数百のトランク、またはそれらの組み合わせを処理する。それぞれに独自のプロセッサ(モジュール・コントローラとも呼ばれる)があり、独自のメモリ・ボードを使用してほとんどの通話処理プロセスを実行する。当初、周辺プロセッサはIntel 8086になる予定だったが、それだけでは不十分であることが判明し、システムにはMotorola 68000シリーズ・プロセッサが導入された。同時にこの機器を収容するキャビネットの名称もインターフェースモジュールから交換モジュールに変更された。
周辺機器はSM内の棚にある。ほとんどの交換機では、大多数は回線ユニット (LU) とデジタル回線トランクユニット (DLTU) である。各SMにはローカル・デジタルサービスユニット (LDSU) があり、トーンの生成や検出など、SM内の回線やトランクにさまざまなサービスを提供する。グローバル・デジタルサービスユニット (GDSU) は、使用頻度の低いサービスを交換局全体に提供する。SMのタイムスロット・インターチェンジャ (TSI) は、ランダムアクセス・メモリを使用して各音声サンプルを遅延させ、通話を交換機を通じて別のSMに(または場合によっては)同じSMに伝送するタイムスロットに収まるようにする。
T=キャリアスパンはDS0チャネルをTSIに集中させるデジタル回線トランクユニット (DLTU) 内で(当初はカードごとに1つだったが、後のモデルでは通常2つで)終端される。これらはオフィス間トランクまたは、(統合加入者ループキャリアを使用して)加入者回線のいずれかにサービスを提供する。より大容量のDS3信号は、DS1に逆多重化することなく、デジタルネットワークユニットSONET (DNUS) ユニットでDS0信号を交換することもできる。新しいSMには大容量のDNUS (DS3) および光OIUインターフェイス (OC12) が備わっている。
SMにはデュアルリンク・インターフェイス (DLI) カードがあり、マルチモード光ファイバでSMを通信モジュールに接続し、他のSMへの時分割スイッチングを実現する。これらのリンクは(同じ建物内などで)短い場合もあれば、離れた場所にあるSMに接続する場合もある。特定のSMの回線およびトランク間の発信はCMを経由する必要なく、リモートに配置されたSMは(中央AMから管理される)分散交換機のように振る舞える。各SMには、冗長性を確保するために2つのモジュール・コントローラ/タイムスロット・インターチェンジ (MCTSI) 回路がある。
コーデックを備えた個別のラインカードを使用するノーテルのDMS-100とは対照的に、ほとんどの回線は2段階のアナログ空間分割コンセントレータまたはラインユニット上にあり、512もの回線を(必要に応じて)それぞれ8つのコーデックが含まれている8チャネルカード に接続し、呼び出しとテスト用の高レベルサービス回線に接続する。コンセントレータの両段階が同じGDX (Gated Diode Access) ボードに含まれる。各GDXボードは32回線、16Aリンク、32Bリンクに対応する。限定利用度は不完全に充填されたマトリックスでコストを節約する。ラインユニットには共有Bリンクによってチャネルボードに接続するGDXボードを最大16枚搭載できるが、回線トラフィックが多いオフィスでは装備されるGDXボードの数は少なくなる。
ISDN回線は、ISLU (Integrated Services Line Unit) 内の個々のラインカードによって提供される。

### 管理モジュール
管理モジュール (AM) は、UNIX-RTRを実行するAT&T 3Bシリーズのデュアル=プロセッサ・ミニメインフレームコンピュータである。AMには中央および周辺プロセッサのソフトウェアと翻訳のロードとバックアップに使用されるハードドライブとテープドライブが含まれる。ディスクドライブは当初、別個のフレームに収められた数個の300メガバイトSMDマルチ=プラッタユニットだった。現在、それらは複数の冗長マルチギガバイトSCSIドライブで構成されており、それぞれがカード上に常駐している。テープドライブは当初、6250ビット/インチのハーフインチ・オープンリールだったが、1990年代初頭に4 mmデジタル・オーディオ・テープカセット (DAT) に置き換えられた。
管理モジュールは3B21Dプラットフォーム上に構築されており、交換機全体にわたって多数のマイクロプロセッサにソフトウェアをロードし、高速制御機能を提供するために使用される。制御端末へのメッセージングとインターフェイスを提供する。5ESSのAMは、I/O、ディスク、テープドライブユニットを含む3B20xまたは3B21Dプロセッサユニットで構成される。3B21Dがソフトウェアを5ESSにロードし、交換機がアクティブになると、記録を保存するためにディスクに転送する必要がある請求機能を除き、3B21Dによる追加のアクションなしでパケット交換が行われる。プロセッサには二重ハードウェア、つまりアクティブ側とスタンバイ側が1つあるため、プロセッサの片側に障害が発生しても、必ずしも交換機能が失われるわけではない。

### 通信モジュール
通信モジュール (CM) は、交換局の中央タイムスイッチを形成する。5ESSはCM経由のルーティング用に交換モジュール内のタイムスロット・インターチェンジャ (TSI) が各電話呼出しをタイムスロットに割り当てる、時=空=時 (TST) トポロジを使用する。
CMは時分割交換を実行し、ペアで提供される; 各モジュール (キャビネット) は Office Network and Timing Complex (ONTC) 0または1に属し、他の設計の交換プレーンにほぼ対応する。各SMには4つの光ファイバリンクがあり、2つはONTC 0に属するCMに接続され、(残る)2つはONTC 1に接続される。各光リンクは両端でバックプレーン配線に接続されたトランシーバに接続するためのSTコネクタを備えた、2本のマルチモード光ファイバで構成されている。CMは受信ファイバー上で時間多重化された信号を受信し、送信ファイバー上の適切な宛先のSMに送信する。

### 非常にコンパクトなデジタル交換機
Very Compact Digital Exchange (VCDX)は5ESS-2000で開発され、アナログ交換局でISDNやその他のデジタルサービスを提供する安価で効果的な方法として、主にベル以外の電話会社に販売された。これは多くの人がそれを必要とせずPOTS回線にとどまるとき、交換機の回線すべてにサービスを提供するために、アナログ交換機全体をデジタル交換機に改造するための資本的出費を回避した。
例としては、 (旧) GTE/Verizonクラス5電話交換機、GTD-5 EAXがある。ウェスタン・エレクトリック1ESS/1AESSと同様、主に中規模から大規模のワイヤセンターにサービスを提供した。
スタンドアロンVCDXは、回線数が400未満の非常に小規模なワイヤセンター (CDX-コミュニティダイヤルオフィス) の交換機として機能することもできた。ただし、400～4000回線の小規模なワイヤセンターの場合、その機能は通常、RSM(5ESS「リモートSM」)、ORMまたは有線ORMによって提供されていた。RSMはDLTUユニットに接続されたT1回線によって制御される。最初の2つのT1はRSMの制御であり、最近の変更を実行するために必要である。RSMには最大10個のT1を含めることができる。オフィス内に複数のRSMが存在する場合がある。ORMは直接ファイバーまたは同軸経由で供給できるため、有線ORMと呼ばれる。RSMまたはORMには、完全な5ESS交換機の一部である同じ周辺ユニットを多数含めることができる。RSMの距離は限られており、大都市圏の一部または地方のオフィスにサービスを提供できる。ORMまたは有線ORMは技術的にはどこにでも使用でき、ORMが利用可能になった後はRSMよりも優先される。RSMとORMはどちらも、大都市にある5ESSからホストされる中小規模の町のクラス5ワイヤセンターとしてよく使用される。有線ORMはMUXユニットから同軸を介して接続され、同軸をDLIへの接続に変換するTRCUに供給され、オフィスが破棄された場合、または別のオフィスからエリアを奪われた場合に使用される2マイルのORMもあった 。この場合の距離はホストオフィスから2マイルで、ファイバー経由で直接給電された。他のSMと同様に、サイズは各周辺ユニットに必要なタイムスロットの数によって決められる。ORMはDS3にリンクされ、RSMはT1回線にリンクされる。VCDXは大規模な構内交換機 (PBX) としても使用された。400回線未満程度の小規模コミュニティには、SLC-96ユニットまたはAnymediaユニットも提供された。
スタンドアロンVCDXには単一の交換モジュールがあり、通信モジュールはない。そのSun Microsystems SPARCワークステーションは、VCDXの管理モジュールとして機能する3B20/21DプロセッサMERT OSエミュレーションシステムを実行するUNIX=ベースのSolaris (オペレーティングシステム)を実行する。VCDXは、COの通常の電話電源 (非常に大規模な無停電電源装置) を使用し、T1アクセスなどのためにCOデジタルクロス接続システムに接続する。

### シグナリング
5ESSには2つの異なるシグナリングアーキテクチャがある: Common Network Interface (CNI) Ringとパケット交換ユニット (PSU) ベースのSS7シグナリングである。

## ソフトウェア
5ESSの開発作業には5,000人の従業員が必要で、主にC言語で書かれた1億行のシステム・ソースコードと1億行のヘッダーファイルと Makeファイルを作成した。システムの進化は20年以上かかったが、多くの場合3つのリリースが同時に開発され、それぞれのリリースが完了するまでに約3年かかった。5ESSはもともと米国専用だったが、国際販売により、米国版と並行して完全な開発システムとチームが整った。
開発システムはUNIXベースのメインフレームシステムであった。ピーク時にはこれらのシステムが約15台稼働していた。開発マシン、シミュレータマシン、ビルドマシンなどがあった。SUNワークステーションが導入される1990年代半ばまで、開発者のデスクトップはマルチウィンドウターミナル (ベル研が開発したBlitのバージョン) であった。開発者は、ワークステーション上のX11をマルチウィンドウ環境として使用して、作業のためにサーバーにログインし続けた。
ソースコード管理はSCCSに基づいており、リリース間、米国または国際に固有の機能間などでソースコードを分離するために「#feature」行を利用していた。viおよびEmacsテキストエディタに関するカスタマイズにより、開発者はファイルの適切なビューを操作して、現在のプロジェクトに適用できない部分を非表示にすることができた。
変更要求システムはSCCS MRを使用して名前付き変更セットを作成し、純粋に数値識別子を持つ IMR (初期変更要求) システムに結び付けられた。MR名は、サブシステムプレフィックス、IMR番号、MRシーケンス文字、およびリリースまたは「ロード」の文字を使用して作成された。したがって、gr (generic retrofit、汎用レトロフィット) サブシステムの場合、最初のMRは(「F」ロード用に)2371242 IMRについて作成されたら、gr2371242aFになる。
ビルドシステムは、Makeファイルの生成を発生させる単純なビルド構成メカニズムを使用した。システムは常にすべてをビルドするが、ビルド出力ディレクトリツリーを更新する前に、ファイルが実際に変更されたかどうかを判断するためにチェックサムの結果を使用した。これにより、コアライブラリまたはヘッダーを編集する際のビルド時間が大幅に短縮された。開発者は列挙型に値を追加できるが、それによってビルド出力が変更されない場合は、その出力に対する後続の依存関係を再リンクしたり、ライブラリをビルドしたりする必要はない。

## OAMP
システムは、TESTチャネルやメンテナンスチャネルなど、システムコンソールとも呼ばれるテレタイプライターのさまざまな「チャネル」を通じて管理される。通常、プロビジョニングは、RCV:APPTEXT と呼ばれるコマンドラインインターフェイス (CLI)、またはメニュー駆動の RCV:MENU,APPRCプログラムを通じて行われる。RCVはRecent Change/Verificationの略で、スイッチングコントロールセンターシステムを通じてアクセスできる。ほとんどのサービスオーダーは(ただし)Recent Change Memory Administration Center (RCMAC) を通じて管理される。国際市場では、この端末インターフェースはローカライズされており、画面およびプリンター出力上でロケール固有の言語およびコマンド名のバリエーションを提供する。

## リファレンス
1. ↑  “Western Electric/Lucent Modern Telephone Switching Systems” (英語). Telephone World. 2022年1月27日閲覧。
2. ↑  Vandewater, Bob (1993年2月20日). “Ukraine Gets AT&T Phone Switch”. The Oklahoman 2024年1月18日閲覧。
3. ↑  “History of Lucent Technologies Inc.”. FundingUniverse. 2022年1月27日閲覧。
4. ↑  “Alcatel and Lucent Technologies to Merge and Form World's Leading Communication Solutions Provider”.   Alcatel-lucent.com. 2008年12月25日時点のオリジナルよりアーカイブ。 Template:Cite webの呼び出しエラー：引数 accessdate は必須です。
5. ↑  Tonner, Andrew (2016年1月6日). “Nokia and Alcatel-Lucent Finally Seal the Deal” (英語). The Motley Fool. 2022年1月27日閲覧。
6. ↑  “DEPT OF DEFENSE Issues Federal contract notice for " DG11 - REPAIR AND EXCHANGE SERVICE FOR LUCENT 5ESS "”. US Official News (2021年3月15日). 2022年1月27日閲覧。

- Martersteck, K. E.; Spencer, A. E. (1985). “The 5ESSS witching System: Introduction”. AT&T Technical Journal 64 (6):  1305–1314. doi:10.1002/j.1538-7305.1985.tb00276.x.